# 施乾
施乾（1899年—1944年），是一位生於日治時期臺北縣滬尾辨務署的土木技師和慈善事業家，為愛愛寮（今臺北市私立愛愛院）的創辦人，被喻為「臺灣的史懷哲」。

## 生平概略
施乾自臺北工業學校土木建築科畢業後，於1919年開始在臺灣總督府上班，並於日後受命調查艋舺地區乞丐生活狀況。當時，他看見了聚集在龍山寺一帶的大量乞丐之生活情況，開始與他們接觸認識。1922年，為了能更深入的幫助乞丐，他以自己的積蓄加上向親友募得的物資創辦「愛愛寮」，並前往各地招集乞丐前來；他不僅幫助他們洗淨身體，給予充足飲食，更教導他們可以用以謀生的一技之長。 隨後，為了全心投入，他辭去了在總督府的職務。後來，施乾因腦溢血早逝，愛愛寮由施照子及其家人繼續經營，並延續其關懷貧苦大眾的精神。

## 著作
著有《乞丐撲滅論》、《乞丐的社會生活》、《乞食是什麼》、《乞食撲滅論》、《乞丐社會的生活》、《丐撲滅協會—宣言 要旨 規約》（以上收錄於《孤苦人群錄》，北臺灣文學13，臺北縣立文化中心出版）等作品。

## 外部連結
- 財團法人 臺北市私立愛愛院：關於我們  （页面存档备份，存于）
- 愛愛傳奇 （页面存档备份，存于）

## 延伸閱讀
- . www.ohmygod.org.tw.   [2016-11-22]. （原始内容存档于2016-11-22）.
- . old.ltn.com.tw.   [2016-11-22]. （原始内容存档于2016-01-19）.
- . Rhythms Monthly. 2006-01-01  [2016-11-22]. ISBN 9789868141971. （原始内容存档于2019-09-27） （中文（臺灣））.